# Robards, Kentucky
Robards är en ort i Henderson County i delstaten Kentucky, USA.